# ألبرتو كامارغو
ألبرتو كامارغو (بالإسبانية: Alberto Camargo)‏ هو دراج كولومبي، ولد في 3 فبراير 1965 في Duitama ‏ في كولومبيا.

## وصلات خارجية
- ألبرتو كامارغو على موقع أرشيف الدراجات (الإنجليزية)
- ألبرتو كامارغو على موقع إحصائيات الدراجات الإحترافية (الإنجليزية)
- ألبرتو كامارغو على موقع CycleBase (الإنجليزية)